# Pablo Andújar
Pablo Andújar Alba (ur. 23 stycznia 1986 w Cuenca) – hiszpański tenisista, reprezentant kraju w Pucharze Davisa.

## Kariera tenisowa
Wygrał w 2004 roku wspólnie z Marcelem Granollersem juniorski wielkoszlemowy Roland Garros. W finale pokonali wynikiem 6:3, 6:2 parę Alex Kuznetsov-Mischa Zverev.
Karierę tenisową Andújar rozpoczął w 2003 roku, początkowo rywalizując w zawodach kategorii ITF Futures i ATP Challenger Tour. We wrześniu 2010 roku Hiszpan dotarł do finału rozgrywek ATP World Tour na kortach ziemnych w Bukareszcie. Mecz finałowy przegrał z Argentyńczykiem Juanem Ignacio Chelą.
Pierwszy turniej rangi ATP World Tour Hiszpan wygrał w kwietniu 2011 roku, kiedy w finale imprezy w Casablance pokonał Potito Starace. W lipcu tegoż samego roku dotarł do finału turnieju w Stuttgarcie, przegrywając spotkanie finałowe z Juanem Carlosem Ferrero. We wrześniu 2011 roku Hiszpan doszedł do finału w Bukareszcie, gdzie został pokonany przez Floriana Mayera.
W kwietniu 2012 roku Hiszpan ponownie zwyciężył w turnieju w Casablance, a jego przeciwnikiem był Albert Ramos-Viñolas.
Trzeci singlowy tytuł Andújar wywalczył pod koniec lipca 2014 roku w Gstaad, wygrywając rywalizację finałową z Juanem Mónaco. We wrześniu zadebiutował w reprezentacji Hiszpanii w Pucharze Davisa w meczu barażowym grupy światowej przeciwko Brazylii, ponosząc porażkę z Thomazem Beelluccim.
W 2015 roku tenisista osiągnął finał turnieju kategorii ATP World Tour 500 w Barcelonie. Przegrał w nim z Keiem Nishikorim wynikiem 4:6, 4:6.
Czwarty zawodowy tytuł Hiszpan zdobył w połowie kwietnia 2018 w Marrakeszu po zwycięstwie w finale z Kyle’em Edmundem. Rok później został finalistą w Marrakeszu, ostatni mecz przegrywając z Benoît Pairem.
W grze podwójnej Hiszpan siedmiokrotnie dochodził do finałów rozgrywek ATP Tour.
W rankingu gry pojedynczej Andújar najwyżej był na 32. miejscu (13 lipca 2015), a w klasyfikacji gry podwójnej na 74. pozycji (3 grudnia 2012).

### Finały w turniejach ATP Tour
| Legenda                                      |
| -------------------------------------------- |
| Wielki Szlem                                 |
| Igrzyska olimpijskie                         |
| Tennis Masters Cup / ATP Finals              |
| ATP Masters Series / ATP Tour Masters 1000   |
| ATP International Series Gold / ATP Tour 500 |
| ATP International Series / ATP Tour 250      |

#### Gra pojedyncza (4–5)
| Końcowy wynik | Nr | Data             | Turniej    | Nawierzchnia | Przeciwnik           | Wynik finału |
| ------------- | -- | ---------------- | ---------- | ------------ | -------------------- | ------------ |
| Finalista     | 1. | 26 września 2010 | Bukareszt  | Ceglana      | Juan Ignacio Chela   | 5:7, 1:6     |
| Zwycięzca     | 1. | 10 kwietnia 2011 | Casablanca | Ceglana      | Potito Starace       | 6:1, 6:2     |
| Finalista     | 2. | 17 lipca 2011    | Stuttgart  | Ceglana      | Juan Carlos Ferrero  | 4:6, 0:6     |
| Finalista     | 3. | 25 września 2011 | Bukareszt  | Ceglana      | Florian Mayer        | 3:6, 1:6     |
| Zwycięzca     | 2. | 15 kwietnia 2012 | Casablanca | Ceglana      | Albert Ramos-Viñolas | 6:1, 7:6(5)  |
| Zwycięzca     | 3. | 27 lipca 2014    | Gstaad     | Ceglana      | Juan Mónaco          | 6:3, 7:5     |
| Finalista     | 4. | 26 kwietnia 2015 | Barcelona  | Ceglana      | Kei Nishikori        | 4:6, 4:6     |
| Zwycięzca     | 4. | 15 kwietnia 2018 | Marrakesz  | Ceglana      | Kyle Edmund          | 6:2, 6:2     |
| Finalista     | 5. | 14 kwietnia 2019 | Marrakesz  | Ceglana      | Benoît Paire         | 2:6, 3:6     |

#### Gra podwójna (0–7)
| Końcowy wynik | Nr | Data             | Turniej         | Nawierzchnia | Partner                | Przeciwnicy                    | Wynik finału    |
| ------------- | -- | ---------------- | --------------- | ------------ | ---------------------- | ------------------------------ | --------------- |
| Finalista     | 1. | 12 lutego 2011   | Costa do Sauipe | Ceglana      | Daniel Gimeno-Traver   | Marcelo Melo Bruno Soares      | 6:7(4), 3:6     |
| Finalista     | 2. | 5 lutego 2012    | Viña del Mar    | Ceglana      | Carlos Berlocq         | Fred Gil Daniel Gimeno-Traver  | 6:1, 5:7, 10–12 |
| Finalista     | 3. | 25 sierpnia 2012 | Winston-Salem   | Twarda       | Leonardo Mayer         | Santiago González Scott Lipsky | 3:6, 6:4, 2–10  |
| Finalista     | 4. | 28 lipca 2013    | Gstaad          | Ceglana      | Guillermo García-López | Jamie Murray John Peers        | 3:6, 4:6        |
| Finalista     | 5. | 22 lutego 2015   | Rio de Janeiro  | Ceglana      | Oliver Marach          | Martin Kližan Philipp Oswald   | 6:7(3), 4:6     |
| Finalista     | 6. | 1 marca 2015     | Buenos Aires    | Ceglana      | Oliver Marach          | Jarkko Nieminen André Sá       | 4:6, 6:4, 7–10  |
| Finalista     | 7. | 21 maja 2022     | Genewa          | Ceglana      | Matwé Middelkoop       | Nikola Mektić Mate Pavić       | 6:2, 2:6, 3–10  |